# 可可尔鹦鹉螺
可可尔鹦鹉螺（学名：Nautilus cookanum）是一种已灭绝的鹦鹉螺科鹦鹉螺属物种，生存于始新世晚期，其化石发现于华盛顿的霍科河组。